# Stephan Mielke
Stephan Mielke (* 1969) ist ein deutscher Hämatologe und Onkologe und Professor für Hämatologie und Zelltherapie am renommierten Karolinska Institutet in Stockholm.

## Leben
Stephan Mielke studierte nach dem Abitur Humanmedizin an der Georg-August-Universität Göttingen und schloss das Studium 1999 mit dem medizinischen Staatsexamen ab. Im selben Jahr promovierte er zum Thema „Analysen zur Expression des C-erbB-2-kodierten Onkoproteins P185 (HER2-neu) in der Plazenta und diagnostische Bedeutung mütterlicher Serumspiegel des Onkoproteinfragments P105 für die intakte Gravidität“. Anschließend arbeitete Mielke als Assistenzarzt am Universitätsklinikum Freiburg, ehe er ab 2004 mit einem Postdoktorandenstipendium der Mildred Scheel Stiftung für Krebsforschung einen Forschungsaufenthalt im Bereich Hämatologie der National Institutes of Health in Bethesda in den USA unternahm. 2007 kehrte er nach Deutschland zurück und wurde Oberarzt am Universitätsklinikum Würzburg. 2009 habilitierte er zum Thema „Selektive T-Zell-Depletionsstrategien in der allogenen Stammzelltransplantation als Basis einer translationalen, modularen Transplantationstechnik mit dem Ziel der Therapieoptimierung“. Zwei Jahre später wurde er zum Direktor des Würzburger Stammzelltransplantationsprogrammes ernannt und 2014 zum Professor für Innere Medizin an der Julius-Maximilians-Universität Würzburg. 2017 folgte Mielke einem Ruf nach Stockholm als Professor für Hämatologie und Zelltherapie am Karolinska Institutet sowie als wissenschaftlicher Direktor des Krebszentrums und Leiter der Abteilung für Zelltherapie und Allogene Stammzelltransplantation (CAST) am Karolinska Universitätsklinikum.

## Wirken
Mielke beschäftigt sich in seiner initialen Forschungsarbeit vor allem mit der Graft-versus-Host-Reaktion, einer Komplikation der hämatopoietischen Stammzelltransplantation. Seine Arbeit wurde unter anderem von der Deutschen José Carreras Leukämie-Stiftung, der Wilhelm-Sander-Stiftung und dem Interdisziplinären Zentrum für Klinische Forschung der Universität Würzburg gefördert. Mielke führte 2016 als einer der ersten Ärzte in Deutschland die Therapie mit chimären antigenspezifischen T-Zellen, sogenannten CAR-T-Zellen, am Universitätsklinikum Wuerzburg im Rahmen der JULIET Studie durch. 2019 führte er die erste CAR-T Zelltherapie am Karolinska im Rahmen der TRANSFORM Studie durch sowie die erste Standardbehandlung mit CAR-T-Zellen in Schweden überhaupt durch. Im gleichen Jahr gründete Mielke das schwedische CAR-T-Zellkompetenznetzwerk SWECARNET und erhielt nationale Fördermittel von CAMP/VINNOVA/SWELIFE. Mielke ist Mitbegründer des Karolinska Comprehensive Cancer Centers und des Karolinska ATMP centers. Mielke und seine Gruppe erhielten umfangreiche wissenschaftliche Fördermittel und forschen an zahlreichen Fragestellungen im Bereich der translationalen zellulären Immun- und Gentherapie.
Mielke war europäischer Schatzmeister der International Society for Cellular Therapy (ISCT) und ist Mitglied mehrerer Fachverbände wie der Deutschen Gesellschaft für Hämatologie und Medizinische Onkologie (DGHO), der American Society of Hematology (ASH) und der European Group for Blood and Marrow Transplantation (EBMT). Daneben ist er in den Editorial Boards von Bone Marrow Transplantation vertreten.